# Пташиний короб (фільм)
«Пташиний короб» (англ. Bird Box) — американський постапокаліптичний фільм жахів 2018 року данської режисерки Сюзанни Бір. Сюжет заснований на однойменному романі 2014 року Джоша Малермана. Прем'єра фільму відбулася 12 листопада 2018 року на кінофестивалі Американського інституту кіномистецтва. Фільм вийшов в обмежений прокат в США 14 грудня 2018 та став доступний в усьому світі 21 грудня 2018 року у Netflix.

## Сюжет
Жінка Мелорі розповідає двом своїм дітям, що вони мусять покинути дім і при цьому йти наосліп. У жодному разі не можна знімати пов'язку з очей, інакше всім загрожує смерть. Мелорі з дітьми дістається до човна і пливе до безпечного місця.
Дія переноситься на 5 років назад. У світі почалася непоясненна епідемія самогубств, вона поширюється з Румунії по Європі. Загинули вже десятки тисяч людей. Вагітна Мелорі дізнається про це від своєї сестри Джессіки, яка, утім, не переймається катастрофою.
Джессіка дорікає Мелорі, що та надто зайнята малюванням. Вона веде сестру до пологового будинку, де під час обстеження лікарка несподівано вчиняє самогубство. Жителі міста починають масово вбивати себе, щойно побачать загадкову сутність. Джессіка, тікаючи із сестрою, теж бачить сутність і після цього кидається під колеса вантажівки.
Мелорі приєднується до групи вцілілих, де чує припущення, що самогубства спричинені якоюсь біологічною зброєю, або це кара вищих сил. Телебачення не працює, але вцілілі приходять до висновку, що всі жертви бачили те саме. Вони ховаються в будинку, зачинивши всі двері й вікна, спостерігаючи, що діється надворі, через відеокамери. Радіопередачі інших вцілілих повідомляють, що люди в безпеці, поки не виходять і не визирають із будинків. Сутність потрапляє на камеру і чоловік, що побачив її на моніторі, розбиває собі голову.
За кілька днів припаси вичерпуються, і Мелорі з Чарлі, Томом, Дугласом і Люсі здійснюють вилазку до супермаркету. На автомобілі із заклеєними вікнами, за одним GPS-навігатором, вони вирушають туди, намагаючись уникати зіткнень. Щось неясне оточує автомобіль, але не може завдати шкоди пасажирам.
У супермаркеті вдається знайти припаси й пташок у клітці. Лідер групи Дуглас пропонує лишитися в супермаркеті та перечекати лихо, що Мелорі засуджує. Вони знаходять замкнутого на складі чоловіка, що просить впустити його. Але він виявляється одержимий загадковою силою, яку намагається пропустити, і Чарлі виштовхує його назад, де загадковим чином гине. Мелорі помічає, що птахи у присутності тієї сили кричать, і бере їх із собою. Група повертається до свого сховку, де розмірковує над тим, які люди виживають у світі.
Уночі Люсі й Фелікс тікають на авто, не попередивши інших. Олімпія попри заборону впускає ще одного вцілілого, Гарі. Той попереджає про божевільних, які насильно відкривають людям очі, змушуючи дивитися на сутність. Дуглас намагається вигнати Гарі, тоді співмешканка Шеріл приголомшує його ударом по голові.
Мелорі народжує хлопчика. Гарі виявляється під впливом сутності, він малює сутність як дещо чорне й людиноподібне, ховає птахів і відчиняє вікна. Олімпія також народжує дитину, дівчинку, Гарі відчиняє вікна в її кімнаті та наказує показати сутність дитині. Олімпія викидається з вікна, Гарі примушує Шеріл розплющити очі й заколюється ножицями. Він збирається зробити те ж із Мелорі та дітьми, але його зупиняє Дуглас. Гарі добиває вцілілих, однак Тому вдається застрелити його.
Мелорі з Томом і дітьми переховуються від сутності та божевільних. Мелорі удочеряє доньку Олімпії, але не дає їй імені, як і власному сину, ніби вони єдині діти у світі. Діти ростуть, а дорослі вчаться виживати, пересуваючись надворі наосліп, — збирають їжу й інструменти в покинутих будинках, ходячи з пов'язками на очах. Вони ловлять радіопередачу від общини вцілілих про безпечне місце і його координати. Однак шлях туди пролягає річкою, і проплисти нею неможливо, не покладаючись на зір. Том розповідає дітям про світ поза домом, але Мелорі проти цього, адже так діти наражаються на ризик розплющити там очі. Під час вилазки Том зустрічає божевільних, він вбиває всіх, крім їхнього лідера. Щоб вистрілити в нього, Том розплющує очі, але бачить сутність і слідом застрелюється сам.
Мелорі забирає дітей, бере птахів у коробку і вирушає з ними на пошуки общини вцілілих. Дорогою човен причалює до берега, Мелорі вирушає в розвідку. Її донька не слухається наказу і йде слідом, де її оточує сутність, але мати відтягує доньку назад до човна. Родина продовжує плавання, Мелорі періодично запитує по рації допомогу, але відповіді не чути.
Човен перепливає пороги, де ледве не тоне. Родина опиняється в лісі, де чує голоси, що переконують зняти пов'язку. Мелорі оступається і падає, опинившись відрізаною від дітей. Голоси спокушають дітей подивитися, прикидаючись матір'ю. Справжня Мелорі вибачається перед дітьми за суворе виховання, і ті розуміють, чий голос справжній. Тоді сутність прикидається Томом, щоб завести в хащі, однак родина йде на спів птахів і знаходить сховок. Їх впускають усередину, лідер уцілілих Рік дає їм прихисток. Виявляється, це школа для сліпих, тож над ними сутність не має влади. Мелорі випускає птахів і дає своїм дітям імена — Олімпія й Том.

## У ролях
| Актор              | Роль          |
| ------------------ | ------------- |
| Сандра Буллок      | Мелорі        |
| Треванте Роудс     | Том           |
| Джекі Вівер        | Шеріл         |
| Джон Малкович      | Дуглас        |
| Сара Полсон        | Джессіка      |
| Роза Салазар       | Люсі          |
| Даніела Макдональд | Олімпія       |
| Ліл Рел Говері     | Чарлі         |
| Том Голландер      | Гарі          |
| Machine Gun Kelly  | Фелікс        |
| Бредлі Вонг        | Грег          |
| Прюїтт Тейлор Вінс | Рік           |
| Парміндер Награ    | доктор Лапхем |
| Емі Гаменік        | Саманта       |
| Девід Дастмалчян   | мародер       |

## Український дубляж
- Олександр Шевчук — Том
- Володимир Терещук — Дуглас
- Марина Локтіонова — Олімпія
- Юлія Малахова — Мелорі
- Вікторія Левченко — Джессіка
- А також: Оксана Гринько, Павло Скороходько, Олег Лепенець, Наталя Поліщук, Андрій Твердак, Євген Пашин, Андрій Альохін, Андрій Соболєв, Єлизавета Мастаєва, Андрій Федінчик, Дмитро Терещук, Борис Георгієвський, Кирило Татарченко, Сергій Ладєсов, Анастасія Павленко, Тетяна Руда, Валентина Сова, Олена Бліннікова, Наталя Надірадзе, Іван Корнієнко, Наталя Задніпровська, Яна Кривов'яз, Таісія Кривов'яз

Фільм дубльовано студією «Так Треба Продакшн» на замовлення компанії «Netflix» у 2021 році.
- Перекладач — Тетяна Горстка
- Режисер дубляжу — Олена Бліннікова
- Звукорежисер — Дмитро Бойко
- Менеджер проєкту — Ольга Чернявська

## Виробництво
Компанія Universal Studios придбала права на екранізацію книги «Пташиний короб» ще до її виходу, у 2013 році. Сценарист Ерік Гейссерер адаптував книгу як кіносценарій, і він очолив перелік найбажаніших до екранізації сценаріїв 2014 року. На посаду режисера планувалося взяти Андреса Мускетті, режисера фільмів жахів «Мама» і «Воно. Частина перша». Проте у 2017 році права на екранізацію викупив стрімінг-сервіс Netflix, призначивши режисеркою Сюзанну Бір.
Фільм перейняв від книги подвійну сюжетну лінію, розділену проміжком у 5 років, персонажів та більшість подій. У книзі описуються більш криваві та винахідливі самогубства, згадується як часткова відмова від зору та брак якісної їжі вплинули на здоров'я головних героїв. Фінал екранізації було зроблено більш оптимістичним. Якщо в оригіналі Мелорі з дітьми знаходила прихисток серед людей, які зумисне осліплювали себе, то в фільмі це школа для сліпих від народження чи через травми і зрячі живуть разом із ними.

## Оцінки й сприйняття
«Пташиний короб» зібрав 64 % схвальних відгуків на Rotten Tomatoes. На Metacritic середня оцінка склала 51 бал зі 100. Попри такі посередні оцінки критиків, «Пташиний короб» за перший тиждень переглянули 45 млн глядачів, що стало рекордом за всю історію Netflix. У жовтні 2017 Netflix за власними підрахунками мала понад 130 млн передплатників, тобто фільм побачила майже третина з них.
Фільм став підставою для флешмобу, де люди намагаються виконувати повсякденні заняття з зав'язаними очима. У ході флешмобу сталася низка аварій, тож Netflix звернулися до глядачів із застереженням не повторювати побаченого в фільмі в реальності.